# Campeonato Europeu de Futebol de 2020 – Grupo D
O grupo D do Campeonato Europeu de Futebol de 2020, décima sexta edição desta competição organizada quadrienalmente pela União das Federações Europeias de Futebol (UEFA), reunirá as seleções da Inglaterra, Croácia, Escócia e Tchéquia. Os componentes deste grupo foram definidos por sorteio realizado em 30 de novembro de 2019 no Romexpo, Bucareste.

## Equipes
Em negrito estão as edições em que a seleção foi campeã em em itálico estão as edições em que a seleção foi anfitriã.
| #  | País        | Método de qualificação            | Data de qualificação   | Participações                                             |
| -- | ----------- | --------------------------------- | ---------------------- | --------------------------------------------------------- |
| D1 | Inglaterra  | Grupo A (campeã)                  | 14 de novembro de 2019 | 09 (1968, 1980, 1988, 1992, 1996, 2000, 2004, 2012, 2016) |
| D2 | Croácia     | Grupo E (campeã)                  | 16 de novembro de 2019 | 05 (1996, 2004, 2008, 2012, 2016)                         |
| D3 | Escócia     | Vencedor do Caminho C do Play-off | 12 de novembro de 2020 | 02 (1992, 1996)                                           |
| D4 | Tchéquia[a] | Grupo A (vice-campeã)             | 14 de novembro de 2019 | 09 (1960, 1976, 1980, 1996, 2000, 2004, 2008, 2012, 2016) |

Notas
- [a]: A República Checa competiu no período de 1960-80 como Checoslováquia.

## Estádios
Os jogos do grupo D serão disputados nos estádios localizados nas cidades de Londres e Glasgow.
| Estádio de Wembley | Hampden Park       |
| Capacidade: 90.000 | Capacidade: 52.063 |
|                    |                    |
| D1, D4, D6         | D2, D3, D5         |

## Classificação
| Pos | Equipe         | Pts | J | V | E | D | GP | GC | SG | Classificado          |
| --- | -------------- | --- | - | - | - | - | -- | -- | -- | --------------------- |
| 1   | Inglaterra (H) | 7   | 3 | 2 | 1 | 0 | 2  | 0  | +2 | Equipes classificadas |
| 2   | Croácia        | 4   | 3 | 1 | 1 | 1 | 4  | 3  | +1 | Equipes classificadas |
| 3   | Tchéquia       | 4   | 3 | 1 | 1 | 1 | 3  | 2  | +1 | Equipes classificadas |
| 4   | Escócia (H)    | 1   | 3 | 0 | 1 | 2 | 1  | 5  | −4 | Eliminado             |

1. 1 2  Empatado no confronto direto (Croácia 1–1 República Tcheca) e diferença geral de gols (+1). Os gols gerais para foram usados como critério de desempate.

## Jogos

### Primeira rodada

#### Inglaterra vs Croácia
| 13 de junho de 2021 | Inglaterra   | 1 – 0     | Croácia | Estádio de Wembley, Londres                 |
| 14:00 (UTC+1)       | Sterling 57' | Relatório |         | Público: 18 497 Árbitro: ITA Daniele Orsato |

#### Escócia vs Tchéquia
| 14 de junho de 2021 | Escócia | 0 – 2     | Tchéquia        | Hampden Park, Glasgow                      |
| 14:00 (UTC+1)       |         | Relatório | Schick 42', 52' | Público: 9 847 Árbitro: GER Daniel Siebert |

### Segunda rodada

#### Croácia vs Tchéquia
| 18 de junho de 2021 | Croácia     | 1 – 1     | Tchéquia         | Hampden Park, Glasgow                               |
| 17:00 (UTC+1)       | Perišić 47' | Relatório | Schick 37' (pen) | Público: 5 607 Árbitro: ESP Carlos del Cerro Grande |

#### Inglaterra vs Escócia
| 18 de junho de 2021 | Inglaterra | 0 – 0     | Escócia | Estádio de Wembley, Londres                      |
| 20:00 (UTC+1)       |            | Relatório |         | Público: 20 306 Árbitro: ESP Antonio Mateu Lahoz |

### Terceira rodada

#### Croácia vs Escócia
| 22 de junho de 2021 | Croácia                               | 3 – 1     | Escócia      | Hampden Park, Glasgow                          |
| 20:00 (UTC+1)       | Vlašić 17' · Modrić 62' · Perišić 77' | Relatório | McGregor 42' | Público: 9 896 Árbitro: ARG Fernando Rapallini |

#### Tchéquia vs Inglaterra
| 22 de junho de 2021 | Tchéquia | 0 – 1     | Inglaterra   | Estádio de Wembley, Londres                    |
| 20:00 (UTC+1)       |          | Relatório | Sterling 57' | Público: 19 104 Árbitro: POR Artur Soares Dias |